# 拜勒斯 (亞利桑那州)
拜勒斯（英語：Bylas）是位於美國亞利桑那州葛蘭姆縣的一個人口普查指定地區。根據2010年美國人口普查，該地人口為1962人，而該地的面積約為11.41平方千米。

## 地理
拜勒斯的座標為33°08′19″N 110°07′30″W / 33.13861°N 110.12500°W，而該地最高點為海拔高度795米（即2608英尺）。